# DreamWorks Animation
DreamWorks Animation SKG, Inc. er et amerikansk animationsfilmselskab, som hovedsagelig producerer kommercielle computeranimeret film, som fx Shrek, Stor ståhaj, Madagascar, Over hækken, Bee Movie, Kung Fu Panda, Monsters vs. Aliens, Sådan træner du din drage og Megamind.
Selvom selskabet også har lavet mere traditionelle animationsfilm, som bl.a. Prinsen af Egypten, Josef - Drømmenes konge, Vejen til El Dorado, Spirit - Hingsten fra Cimarron og Sinbad – Legenden fra de syv have er det mere de computergenerede film og tv-serier, der har givet selskabet omdømmet for at være fokuseret på den moderne kultur og satire.
Selskabet blev grundlagt ved en fusion af filmselskabet DreamWorks og Pacific Data Images (PDI). Selskabet hørte i starten under DreamWorks, men blev et selvstændigt officielt selskab i 2004. 
Film, der bliver skabt hos DreamWorks Animation, bliver i øjeblikket distribueret globalt af Paramount Pictures, et datterselskab under Viacom, som overtog DreamWorks selskabet i perioden februar 2006 til 2008. DreamWork Animation har i øjeblikket to hovedlokationer: det originale DreamWorks filmselskab i Glendale, Californien og Pacific Data Images-studiet i Redwood City, Californien.

## Historie

### 1998-2003
DreamWorks Animation blev grundlagt i 1998 som et datterselskab af filmselskabet DreamWorks SKG, som blev grundlagt af instruktør og producer Steven Spielberg, musiklipperen David Geffen og tidligere Disney-ansat Jeffrey Katzenberg og havde som hovedformål at producere computeranimerede animationsfilm. I 2001 udgav DWA animationsfilmen Shrek, som gjorde at DWA fik tildelt deres første Academy Award for Best Animated Feature Film.
Selskabet blev selvstændig og gjort uafhængig af moderselskabet, DreamWorks, i 2004 og blev til DreamWorks Animation SKG, Inc.

### 2004-2009
I perioden 2004-2009 var selskabet fast besluttet på kun at producere computeranimerede film og satte sig for at udgive sådanne 2 film hvert år. 
I 2005 indledte DWA et samarbejde med HP for at introducere HP Halo Telepresence Solutions, der består af en teknologi, der gør det muligt for folk, der befinder sig forskellige steder, at tale ansigt til ansigt med hinanden. DWA har brugt denne teknologi til at producere adskillige film, så som Shrek-filmene, Kung Fu Panda og Sådan træner du din drage.
DreamWorks Animation har også haft et samarbejde med Aardman Animations, et stop-motion animationsfirma fra Bristol, England. Dette samarbejde har betydet at DWA har deltaget i produktionen af stop-motionfilm i Bristol og ligeledes har Aardman medvirket til produktion af DWAs film i USA. Samarbejdet endte efter udgivelsen af Skyllet væk i november 2006; annonceringen blev lavet før filmens udgivelse d. 3. oktober, og forklaringen lød på "kreative forskelle".
Selskabets logo er taget fra moderselskabets logo, og består af en dreng, der sidder på en halvmåne og fisker, hvor baggrunden er en himmel i dagslys og med skyer og med farverige bogstaver, i modsætning til DreamWorks logo, hvor baggrunden er en nattehimmel og bogstaverne er hvide. Musikker til logoet var oprindeligt en bearbejdning af DreamWorks-musikken, men efter den store globale succes Shrek fra 2001, blev musikken til en forkortet og bearbejdet udgave af sangen True Love's First Kiss (kærlighedsmusikken fra Shrek soundtracket), komponeret af John Powell (som selv bearbejdet Leonard Cohen-sangen Hallelujah)
Den 3. marts 2007, annoncerede DreamWorks Animation at de havde intentioner om at alle fremtidige film ville blive udgivet i 3D med udgangspunkt i at begynde i 2009. Den 8. juli 2008, annoncerede de et samarbejde med Intel for at være med til udvikle 3D-filmprodukstionsteknologi "InTru3D". Den første film, der blev produceret med denne teknologi var Monsters vs. Aliens.
I 2009 blev selskabet stemt ind på en 47. plads på listen over de 100 bedste firmaer at arbejde for i magasinet Fortune Magazine. Ansatte hos DreamWorks får gratis morgenmad og frokost, en frynsegode, man ikke ser hos mange andre firmaer.

### 2010–2017
Fra 2010 til 2012 har selskabet planer om at udgive fem spillefilm hvert 2. år. Med 2010 blev DWA det første selskab til at udgive 3 computeranimerede film på et år. I 2011 vendte selskabet tilbage til deres plan, "Men efter 2012 har Katzenberg udtalt at selskabet vil improvisere, selvom dette modsiger hans udtalelse om at selskabet vil prøve at udgive 3 film på et enkelt år, hvert år."
I 2010 blev et nyt logo introduceret, hvor drengen med sin fiskestang hiver nogle af skyerne væk og man ser DreamWorks Animation komme på plads; dette logo blev første gange brugt i Sådan træner du din drage. 
I 2010 blev selskabets mest succesfulde franchise Shrek-filmene afsluttet med det fjerde og sidste kapitel, Shrek Den Lykkelige.
I 2010 opnåede DreamWorks Animation plads nr. 6 på magasinet Forbes liste over "100 Best Companies to Work For" (De 100 bedste firmaer at arbejde for). Selskabet blev rost af sine ansatte for dets åbenhed og samarbejdsvillige miljø og kultur.
Den 4. juni 2010 annoncerede DreamWorks Animation og Royal Caribbean en strategisk aftale, der skulle foregå om bord på Royal Caribbean krydstogtskibe, inklusiv Allure of the Seas.
DreamWorks Animation har også lavet en ny afdeling, MoonBoy Animation, hvis første show er vist på TBSs Neighbors from Hell.

## Produktioner

### Film
| #  | Titel                                      | Udgivelsesdato (USA) | Budget          | Indtjening       |
| -- | ------------------------------------------ | -------------------- | --------------- | ---------------- |
| 1  | Antz                                       | 2. oktober 1998      | 540 mio. kroner | 884 mio. kroner  |
| 2  | Prinsen af Egypten                         | 18. december 1998    | 360 mio. kroner | 1,12 mia. kroner |
| 3  | Vejen til El Dorado                        | 31. marts 2000       | 489 mio. kroner | 393 mio. kroner  |
| 4  | Flugten fra Hønsegården                    | 23. juni 2000        | 231 mio. kroner | 1,15 mia. kroner |
| 5  | Shrek                                      | 18. maj 2001         | 308 mio. kroner | 2,49 mia. kroner |
| 6  | Spirit - Hingsten fra Cimarron             | 24. maj 2002         | 411 mio. kroner | 631 mio. kroner  |
| 7  | Sinbad - Legenden fra de syv have          | 2. juli 2003         | 308 mio. kroner | 415 mio. kroner  |
| 8  | Shrek 2                                    | 19. maj 2004         | 722 mio. kroner | 4,73 mia. kroner |
| 9  | Stor ståhaj                                | 1. oktober 2004      | 389 mio. kroner | 1,9 mia. kroner  |
| 10 | Madagascar                                 | 27. maj 2005         | 405 mio. kroner | 2,76 mia. kroner |
| 11 | Walter og Trofast - Det store grøntsagskup | 7. oktober 2005      | 155 mio. kroner | 1 mia. kroner    |
| 12 | Over hækken                                | 19. maj 2006         | 415 mio. kroner | 1,74 mia. kroner |
| 13 | Skyllet væk                                | 3. november 2006     | 774 mio. kroner | 925 mio. kroner  |
| 14 | Shrek den Tredje                           | 18. maj 2007         | 831 mio. kroner | 4,15 mia. kroner |
| 15 | Bee Movie                                  | 2. november 2007     | 779 mio. kroner | 1,49 mia. kroner |
| 16 | Kung Fu Panda                              | 6. juni 2008         | 675 mio. kroner | 3,28 mia. kroner |
| 17 | Madagascar 2                               | 7. november 2008     | 779 mio. kroner | 3,13 mia. kroner |
| 18 | Monsters mod Aliens                        | 27. februar 2009     | 909 mio. kroner | 1,9 mia. kroner  |
| 19 | Sådan træner du din drage                  | 26. marts 2010       | 857 mio. kroner | 2,56 mia. kroner |
| 20 | Shrek Den Lykkelige                        | 21. maj 2010         | 857 mio. kroner | 3,91 mia. kroner |
| 21 | Megamind                                   | 5. november 2010     | 675 mio. kroner | 1,67 mia kroner. |
| 22 | Kung Fu Panda 2                            | 26. maj 2011         | 779 mio. kroner | 1,31 mia. kroner |
| 23 | Den bestøvlede kat                         | 4. november 2011     |                 |                  |
| 24 | Madagascar 3                               | 8. juni 2012         |                 |                  |

### Kommende film
| Titel                       | Udgivelsesdato (USA) | Referencer    |
| --------------------------- | -------------------- | ------------- |
| De eventyrlige vogtere      | 21. november 2012    | [ 11 ] [ 12 ] |
| Croods                      | 22. marts 2013       | [ 11 ] [ 13 ] |
| Turbo                       | 7. juni 2013         | [ 11 ]        |
| Me and My Shadow            | 8. november 2013     | [ 11 ] [ 14 ] |
| Mr. Peabody & Sherman       | 21. marts 2014       | [ 11 ] [ 15 ] |
| Sådan træner du din drage 2 | 20. juni 2014        | [ 11 ] [ 16 ] |
| Pig Scrolls                 | TBA                  | [ 17 ]        |
| InterWorld                  | TBA                  | [ 18 ]        |
| Dinotrux                    | TBA                  | [ 19 ] [ 20 ] |
| Gil's All Fright Diner      | TBA                  | [ 21 ]        |
| Good Luck Trolls            | TBA                  | [ 22 ]        |
| Boo U                       | TBA                  | [ 23 ]        |
| Truckers                    | TBA                  | [ 23 ]        |
| Imaginary Enemies           | TBA                  | [ 24 ]        |
| Trollhunters                | TBA                  | [ 25 ]        |
| Alma                        | TBA                  | [ 26 ]        |
| Maintenance                 | TBA                  | [ 27 ]        |
| Monkeys of Bollywood        | TBA                  | [ 28 ]        |
| Lidsville                   | TBA                  | [ 29 ]        |
| Flawed Dogs                 | TBA                  | [ 30 ]        |
| Rumblewick                  | TBA                  | [ 31 ]        |
| Penguins film               | TBA                  | [ 32 ]        |

### Direkte-til-video
- Josef - Drømmenes konge (2000)
- Pingvinerne fra Madagascar – Operation: DVD-premiere (2010)
- Pingvinerne fra Madagascar – Glædelig Kong Julien Dag! (2010)
- Pingvinerne fra Madagascar – Ny i Zoo (2010)
- Pingvinerne fra Madagascar – Jeg var en pingvinzombie (2010)

## Eksterne links
- Officielle hjemmeside Arkiveret 4. juni 2017 hos  Wayback Machine
- DreamWorks Animation's kanal på YouTube
- Facebookkonto: DreamWorksAnimation
- X-bruger: DWAnimation @Dreamworks, DWAnimation